# Losse
Cet article possède un paronyme, voir Loss (homonymie).
Losse est une commune du Sud-Ouest de la France, située dans le département des Landes (région Nouvelle-Aquitaine).

## Géographie

### Localisation
Cette commune est située en Armagnac sur les routes (route nationale 656 et route nationale 524) entre Cazaubon et Bazas et sur l'itinéraire à Grand Gabarit. Elle est limitrophe du département de Lot-et-Garonne.
Sa superficie est presque aussi importante que celle de Paris.

### Communes limitrophes
Les communes limitrophes sont Bourriot-Bergonce, Estigarde, Herré, Lubbon, Maillas, Rimbez-et-Baudiets, Saint-Gor, Vielle-Soubiran, Allons et Escalans.
| Maillas, Bourriot-Bergonce | Allons (Lot-et-Garonne) |                                                          |
| Saint-Gor                  | Losse                   | Lubbon                                                   |
| Vielle-Soubiran            | Estigarde               | Rimbez-et-Baudiets, Escalans (par un quadripoint), Herré |

### Hydrographie
L'Estampon, affluent droit de la Douze, traverse les terres de la commune. Ses affluents (rive droite), le Bergonce et le Chatéou, prennent leur source sur la commune.

### Climat
Pour des articles plus généraux, voir Climat de la Nouvelle-Aquitaine et Climat des Landes.
Historiquement, la commune est exposée à un climat océanique aquitain.  
En 2020, Météo-France publie une typologie des climats de la France métropolitaine dans laquelle la commune est dans une zone de transition entre le climat océanique et le climat océanique altéré et est dans la région climatique  Aquitaine, Gascogne, caractérisée par une pluviométrie abondante au printemps, modérée en automne, un faible ensoleillement au printemps, un été chaud (19,5 °C), des vents faibles, des brouillards fréquents en automne et en hiver et des orages fréquents en été (15 à 20 jours).
Pour la période 1971-2000, la température annuelle moyenne est de 12,9 °C, avec une amplitude thermique annuelle de 14,7 °C. Le cumul annuel moyen de précipitations est de 910 mm, avec 11,3 jours de précipitations en janvier et 7,1 jours en juillet. Pour la période 1991-2020, la température moyenne annuelle observée sur la station météorologique la plus proche, située sur la commune de Créon-d'Armagnac à 13 km à vol d'oiseau, est de 13,1 °C et le cumul annuel moyen de précipitations est de 865,3 mm,. Pour l'avenir, les paramètres climatiques de la commune estimés pour 2050 selon différents scénarios d'émission de gaz à effet de serre sont consultables sur un site dédié publié par Météo-France en novembre 2022.

## Urbanisme

### Typologie
Au 1er janvier 2024, Losse est catégorisée commune rurale à habitat très dispersé, selon la nouvelle grille communale de densité à sept niveaux définie par l'Insee en 2022.
Elle est située hors unité urbaine et hors attraction des villes,.

### Occupation des sols

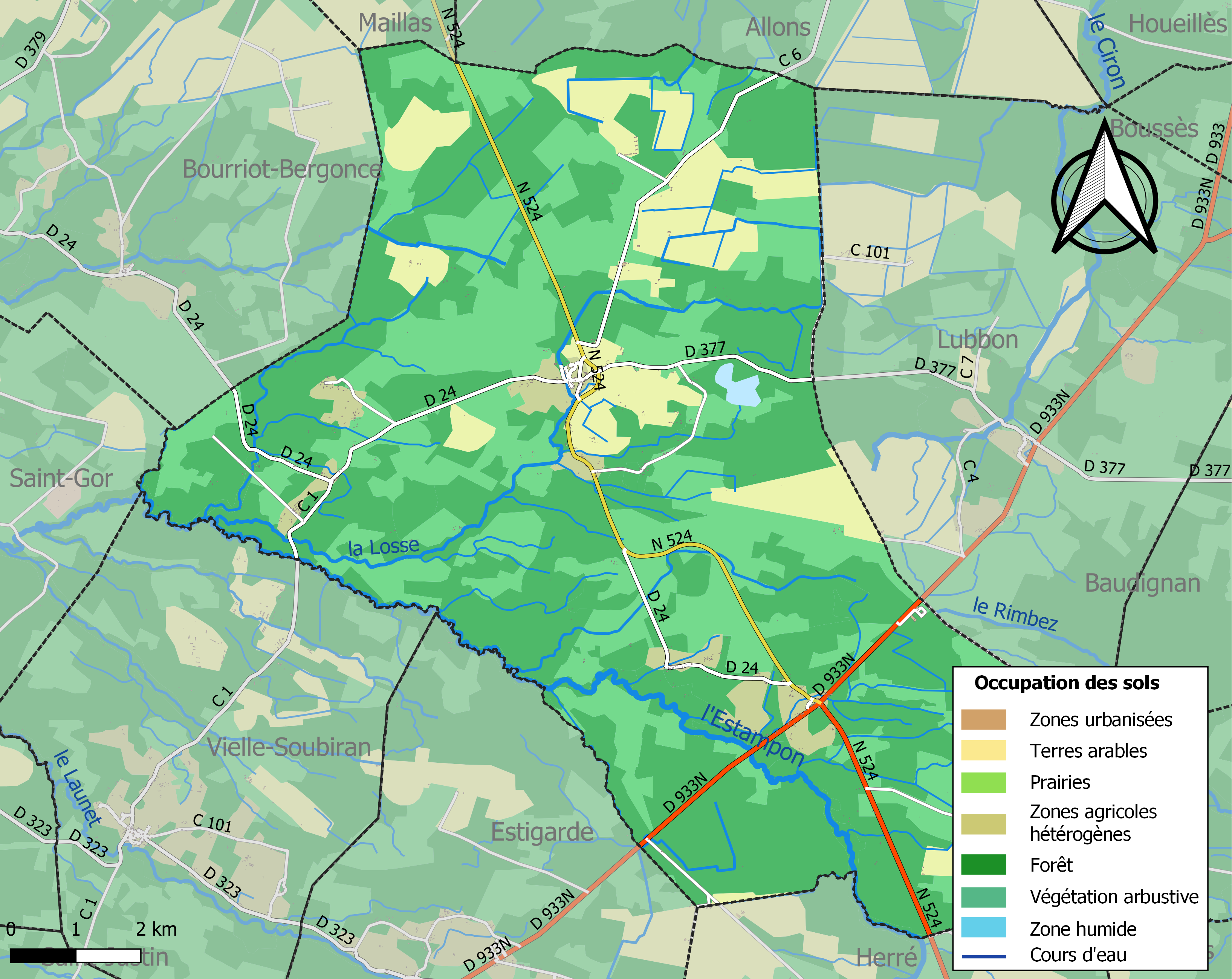
Carte des infrastructures et de l'occupation des sols de la commune en 2018 (CLC).

L'occupation des sols de la commune, telle qu'elle ressort de la base de données européenne d’occupation biophysique des sols Corine Land Cover (CLC), est marquée par l'importance des forêts et milieux semi-naturels (84,9 % en 2018), en diminution par rapport à 1990 (87,7 %). La répartition détaillée en 2018 est la suivante : forêts (52,7 %), milieux à végétation arbustive et/ou herbacée (32,2 %), terres arables (10,1 %), zones agricoles hétérogènes (2,9 %), zones industrielles ou commerciales et réseaux de communication (1,8 %), zones humides intérieures (0,3 %). L'évolution de l’occupation des sols de la commune et de ses infrastructures peut être observée sur les différentes représentations cartographiques du territoire : la carte de Cassini (XVIIIe siècle), la carte d'état-major (1820-1866) et les cartes ou photos aériennes de l'IGN pour la période actuelle (1950 à aujourd'hui).

### Hameaux et lieux-dits
Elle comprend plusieurs quartiers isolés comme ceux d'Estampon et de Lussolle.

### Risques majeurs
Le territoire de la commune de Losse est vulnérable à différents aléas naturels : météorologiques (tempête, orage, neige, grand froid, canicule ou sécheresse), inondations, feux de forêts, mouvements de terrains et séisme (sismicité très faible). Un site publié par le BRGM permet d'évaluer simplement et rapidement les risques d'un bien localisé soit par son adresse soit par le numéro de sa parcelle.
Certaines parties du territoire communal sont susceptibles d’être affectées par le risque d’inondation par débordement de cours d'eau, notamment l'Estampon, la Losse et . La commune a été reconnue en état de catastrophe naturelle au titre des dommages causés par les inondations et coulées de boue survenues en 1999, 2009 et 2020,.
Losse est exposée au risque de feu de forêt. Depuis le 20 avril 2016, les départements de la Gironde, des Landes et de Lot-et-Garonne disposent d’un règlement interdépartemental de protection de la forêt contre les incendies. Ce règlement vise à mieux prévenir les incendies de forêt, à faciliter les interventions des services et à limiter les conséquences, que ce soit par le débroussaillement, la limitation de l’apport du feu ou la réglementation des activités en forêt. Il définit en particulier cinq niveaux de vigilance croissants auxquels sont associés différentes mesures,.
Les mouvements de terrains susceptibles de se produire sur la commune sont des tassements différentiels.

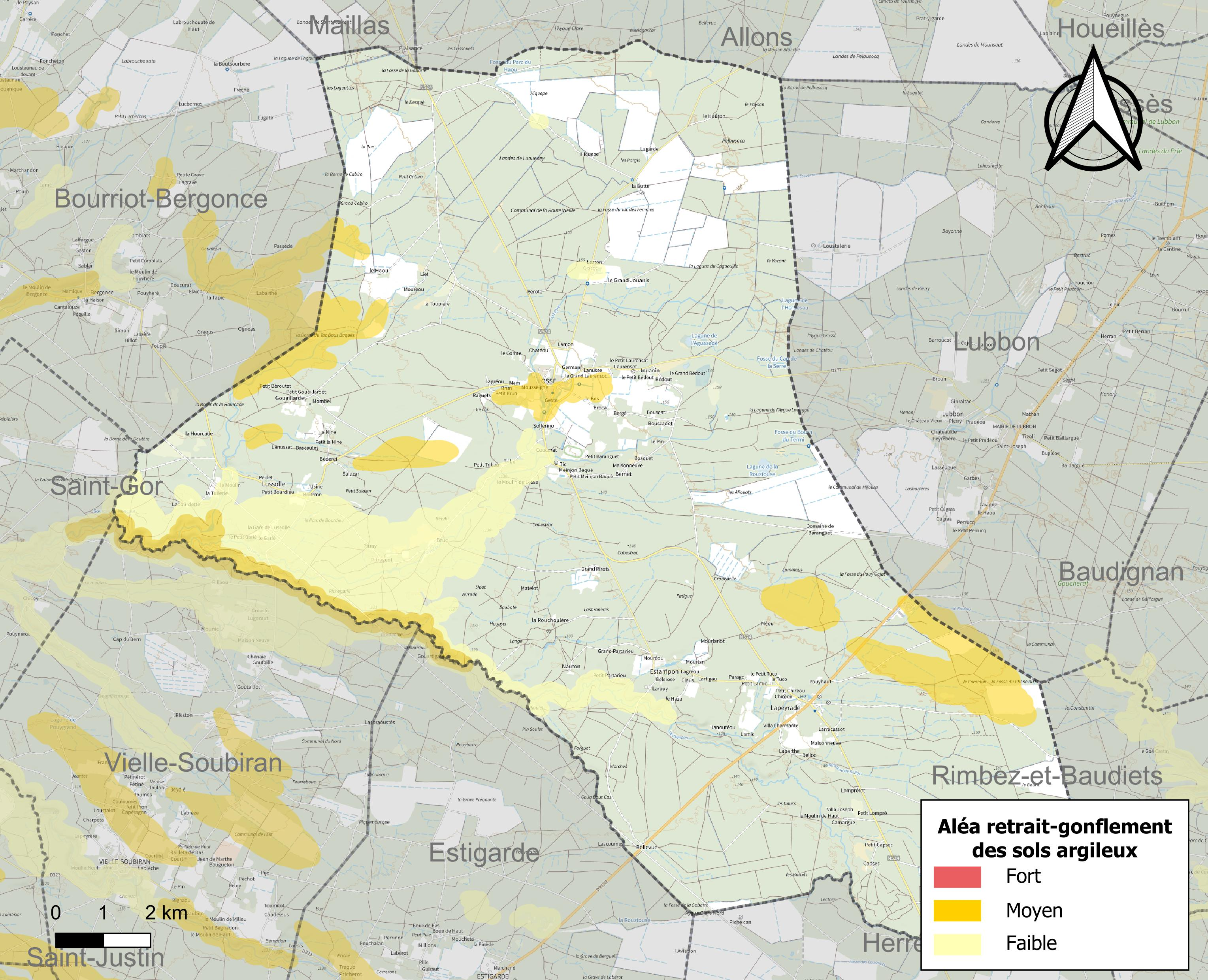
Carte des zones d'aléa retrait-gonflement des sols argileux de Losse.

Le retrait-gonflement des sols argileux est susceptible d'engendrer des dommages importants aux bâtiments en cas d’alternance de périodes de sécheresse et de pluie. 6,9 % de la superficie communale est en aléa moyen ou fort (19,2 % au niveau départemental et 48,5 % au niveau national). Sur les 231 bâtiments dénombrés sur la commune en 2019, 35 sont en aléa moyen ou fort, soit 15 %, à comparer aux 17 % au niveau départemental et 54 % au niveau national. Une cartographie de l'exposition du territoire national au retrait gonflement des sols argileux est disponible sur le site du BRGM,.
Concernant les mouvements de terrains, la commune a été reconnue en état de catastrophe naturelle au titre des dommages causés par la sécheresse en 2017 et par des mouvements de terrain en 1999.

## Toponymie

### Étymologie
Son évolution au cours des siècles est la suivante : « Loza » en 1197, « Lossa » en 1274 et « Laossa » au XVe siècle.

## Histoire

### Faits historiques
En 1491, Antoine de Losse, qui donna son nom au château puis à la commune,  accompagna Alain d’Albret dans son expédition en Bretagne,.
Le vicomte de Juliac, cherchant querelle avec le seigneur de Losse, lui tira dessus le 18 février 1781, et reçu en légitime défense de celui-ci une balle mortelle. Par décision de justice, le seigneur de Losse fut condamné à l’exil et ses châteaux rasés, dont celui de Goallard près de Losse et de Cazaubon. Il s’agissait de Gérard de Mibielle, dernier seigneur de Losse,.

## Politique et administration

### Liste des maires
| Période                                  | Période  | Identité        | Étiquette    | Qualité |
| ---------------------------------------- | -------- | --------------- | ------------ | --- |
| ?                                        | 1977     | Raphael Jourdan |              | |
| 1977                                     | 2020     | Serge Jourdan   | DVG puis RES | Exploitant agricole Président de la communauté de communes du Gabardan (2001-2012) Président de la communauté de communes des Landes d'Armagnac depuis 2013 |
| 2020                                     | En cours | Bruno Lacoste   |              | |
| Les données manquantes sont à compléter. |          |                 |              | |

## Démographie
L'évolution du nombre d'habitants est connue à travers les recensements de la population effectués dans la commune depuis 1793. Pour les communes de moins de 10 000 habitants, une enquête de recensement portant sur toute la population est réalisée tous les cinq ans, les populations de référence des années intermédiaires étant quant à elles estimées par interpolation ou extrapolation. Pour la commune, le premier recensement exhaustif entrant dans le cadre du nouveau dispositif a été réalisé en 2007.

En 2022, la commune comptait 282 habitants, en évolution de +3,68 % par rapport à 2016 (Landes : +5,78 %, France hors Mayotte : +2,11 %).
| 1793  | 1800 | 1806 | 1821 | 1831  | 1836  | 1841  | 1846  | 1851  |
| ----- | ---- | ---- | ---- | ----- | ----- | ----- | ----- | ----- |
| 1 078 | 673  | 711  | 990  | 1 165 | 1 148 | 1 027 | 1 113 | 1 159 |

| 1856  | 1861  | 1866  | 1872  | 1876  | 1881  | 1886  | 1891  | 1896  |
| ----- | ----- | ----- | ----- | ----- | ----- | ----- | ----- | ----- |
| 1 183 | 1 191 | 1 188 | 1 113 | 1 151 | 1 170 | 1 125 | 1 181 | 1 190 |

| 1901  | 1906  | 1911  | 1921 | 1926 | 1931 | 1936 | 1946 | 1954 |
| ----- | ----- | ----- | ---- | ---- | ---- | ---- | ---- | ---- |
| 1 098 | 1 094 | 1 031 | 870  | 860  | 794  | 727  | 704  | 553  |

| 1962 | 1968 | 1975 | 1982 | 1990 | 1999 | 2006 | 2007 | 2012 |
| ---- | ---- | ---- | ---- | ---- | ---- | ---- | ---- | ---- |
| 426  | 399  | 356  | 340  | 347  | 308  | 276  | 271  | 259  |

| 2017 | 2022 | - | - | - | - | - | - | - |
| ---- | ---- | - | - | - | - | - | - | - |
| 275  | 282  | - | - | - | - | - | - | - |

## Lieux et monuments
- Église Notre-Dame de Losse.
- Église Saint-Georges de Lussolle.
- Église Saint-Martin d'Estampon (XIIe siècle, inscrite aux Monuments historiques)

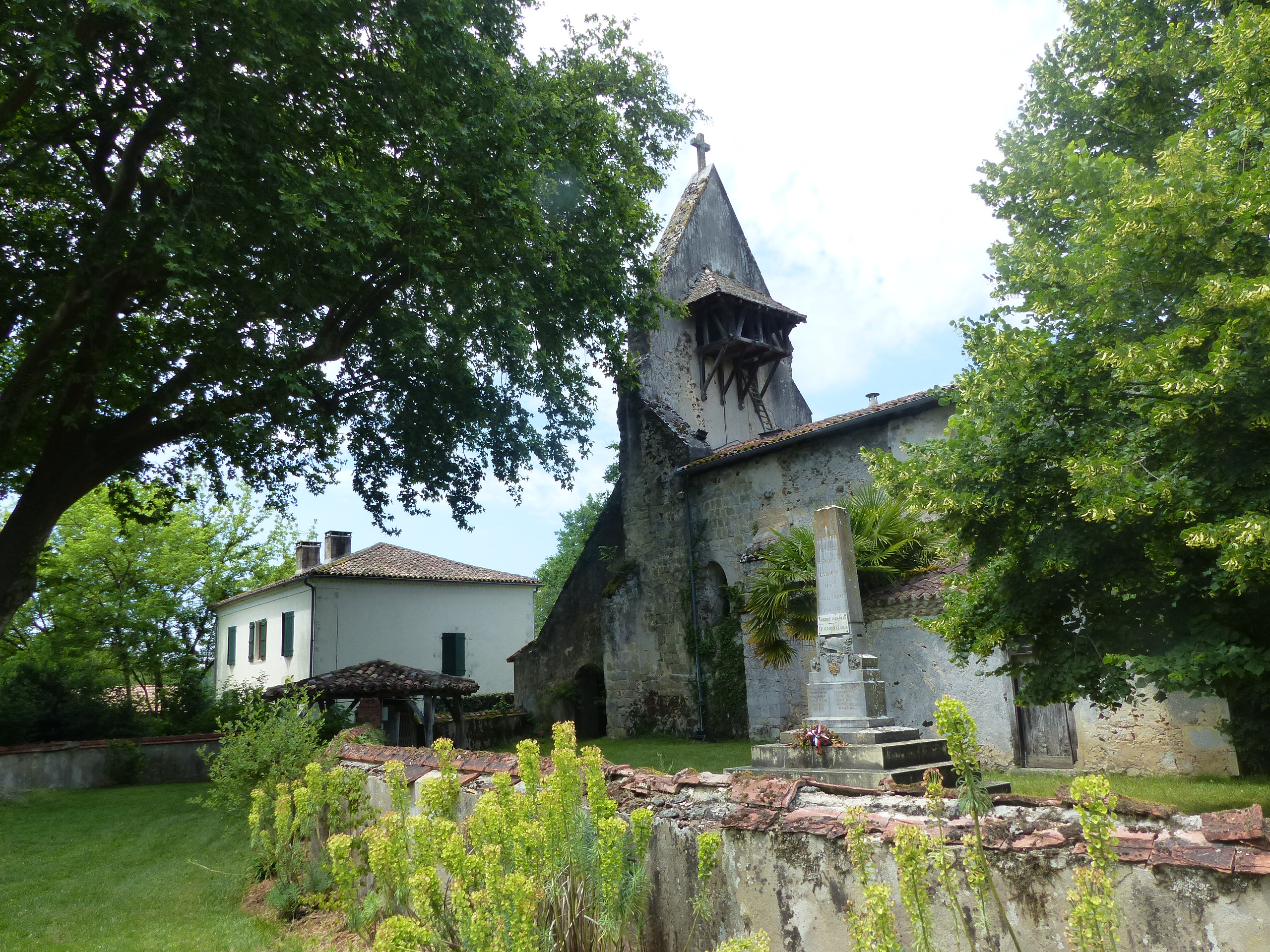
L'église Saint-Martin d'Estampon.

## Centrale solaire
EDF énergies nouvelles a inauguré sur le territoire de la commune en juillet 2010 la première tranche de la centrale photovoltaïque de Losse qui affiche au total environ 70 mégawatts. À la fin du 3e trimestre 2011, après l'achèvement de trois tranches supplémentaires, la centrale (qui occupe au total 314 hectares au sol) comporte presque un million de panneaux, couvrant 300 hectares de panneaux. Aussi est-elle, au moment de sa mise en service, une des plus grandes centrales solaires au monde, devant celle de Moura au Portugal.
La communauté de communes du Gabardan dont fait partie Losse reboisera une superficie équivalente sur des espaces défrichés du canton.